# 东安乡 (江油市)
东安乡，是中华人民共和国四川省绵阳市江油市曾经下辖的一个乡。2019年12月，撤销东安乡，将其所属行政区域划归小溪坝镇管辖。

## 行政区划
东安乡撤销前下辖以下地区：
马鞍社区、马鞍村、构树村、银匠沟村、金宝村、印石村、泥村、乌龙观村和福严村。